# Ernst Hasler (Politiker)

Ernst Hasler (1992)

Ernst Hasler (* 21. April 1945 in Langenthal; heimatberechtigt in Leimiswil) ist ein Schweizer Politiker (SVP).

## Leben
Nach dem Besuch der Volksschule in Strengelbach absolvierte Ernst Hasler eine Berufslehre, wurde Bauführer und Baumeister. Er führte danach das eigene Baugeschäft und war Präsident des Aargauischen Baumeisterverbandes und Vizepräsident des Aargauischen Gewerbeverbandes. Politisch geprägt ist Ernst Hasler durch seine Zugehörigkeit zur SVP und durch seine Arbeit als Grossrat (Staatsrechnungs-Kommission, Bau- und Planungskommission).
Politisch aktiv ist Hasler seit seiner Zeit als Gemeinderat in Strengelbach (AG) 1978 bis 1990. Von 1981 bis 1995 war er Mitglied des Grossen Rats und zeitweise Präsident der SVP-Fraktion und der kantonalen SVP. Von den Schweizer Parlamentswahlen 1995 bis zu seiner Wahl als Regierungsrat 1999 war er Mitglied des Nationalrats.
Seit 1999 ist Ernst Hasler Vorsteher des Departements Gesundheit und Soziales des Kantons Aargau. In den Jahren 2002/2003 war er Landammann und wurde dies 2007/2008 turnusgemäss erneut. In seine Zeit als Regierungsrat fallen Projekte im Gesundheits-, Sozial- und Sicherheitswesen sowie im Verbraucherschutz, wie die strategische Gesundheitspolitische Gesamtplanung, die Einführung des «Aargauer Modells» zu Änderung der Leistungsfinanzierung der Spitäler, neue Wege in der Langzeitversorgung um die Eigenständigkeit der alten Leute möglichst lange zu erhalten sowie der Ausbau der Präventionsmassnahmen in verschiedenen Bereichen, das Case Management im Sozialbereich, die Gefährdungsanalyse für den Kanton Aargau und die Sicherheitsplattform sowie das neue Tierseuchengesetz. Bei den Wahlen am 30. November 2008 trat er nicht wieder an und schied am 31. März 2009 aus dem Regierungsrat aus.
Hasler war Präsident Schweizerischen Konferenz der Militär- und Zivilschutzdirektoren sowie Mitglied in der Konferenz der kantonalen Gesundheitsdirektoren, in der Konferenz der kantonalen Sozialdirektoren und in der Regionalkonferenz der Regierungen der Nordwestschweiz.